# Ситатунга
Ситатунга (Tragelaphus spekii) — вид парнокопитних ссавців родини Бикові (Bovidae).

## Опис
Самці ситатунги темно-бурого забарвлення, самиці переважно руді. Поперечні смуги інколи добре видно, але частіше майже не виражені і антилопа здається монотонною. На нижньому боці шиї є дві плями, що нагадують півмісяць. Волосяний покрив досить довгий, густий. Але найцікавіше в будові ситатунги — копита: вони сильно подовжені (до 10 см!) та широко розставлені. Така незвичайна будова пов'язана з напівводним способом життя цієї антилопи: вона зустрічається тільки в сильно заболоченій місцевості навколо озер і уздовж великих річок.

## Поширення
Хоча ареал ситатунги охоплює величезну територію від Сахари до північних меж Південної Африки, поширення її фрагментарне.

## Спосіб життя
Сітатунга прекрасно плаває і навіть пірнає, так що над поверхнею води залишаються тільки ніздрі. Зате на твердому ґрунті вона відчуває себе невпевнено. Не дивно, що при найменшій небезпеці вона прагне сховатися у воді. Особливо воліє ситатунга очеретяні і
папірусові зарості, де вода сягає глибини близько півметра. Широко розставлені копита не дають антилопі загрузнути в мулистому ґрунті, а їжею їй служать водяні рослини і молоді проростки папірусу або очерету. Сітатунга — переважно денна тварина. Лише зрідка ці антилопи утворюють невеликі групи, частіше ж живуть поодинці.

## Розмноження
У період спарювання між самцями нерідкі бійки, що нагадують ритуальні бої куду. Вагітність близько 7 місяців, після чого самка приносить одного або двох телят. Як і в інших лісових антилоп, новонароджений після появи на світ
ховається і мати відшукує його, щоб
погодувати. При тривозі самка з телям видає неголосне пирхання, схоже на чхання, а застережливий сигнал одиночних самців і самок — уривчастий хрипкий гавкіт.

## Охорона
Сітатунга належить до числа рідкісних тварин, що потребують охорони. Африканці успішно полюють на неї з човнів з собаками і швидко вибивають антилоп в їхніх обмежених притулках. На тих островах озера Вікторія, де люди довгий час уже не живуть, ситатунга відновила свою чисельність. Деякі з цих островів зараз перетворені в спеціальний заповідник.